# Listă de aeroporturi după codul ICAO: B
Mai jos este lista de aeroporturi al căror cod ICAO începe cu litera B.
Această listă este generată cu date din Wikidata și este actualizată periodic de un robot.
 Editările făcute în listă vor fi șterse la următoarea actualizare!
| Imagine | Cod ICAO  | Articol                                        |
| ------- | --------- | ---------------------------------------------- |
|         | BIBK      | Aeroportul Bakkafjörður                        |
|         | BIBL      | Aeroportul Blönduós                            |
|         | BGCO      | Aeroportul Nerlerit Inaat                      |
|         | BGUK      | Aeroportul Upernavik                           |
|         | BIRG      | Aeroportul Raufarhöfn                          |
|         | BKPR LYPR | Aeroportul Internațional Adem Jashari Pristina |
|         | BIKP      | Aeroportul Kópasker                            |
|         | BIKF      | Aeroportul Keflavík                            |
|         | BIRK      | Aeroportul Reykjavík                           |
|         | BGAK      | Heliportul Akunnaaq                            |
|         | BGGH      | Aeroportul Nuuk                                |
|         | BINF      | Aeroportul Norðfjörður                         |
|         | BGSS      | Aeroportul Sisimiut                            |
|         | BISI      | Aeroportul Siglufjörður                        |
|         | BITE      | Aeroportul Thingeyri                           |
|         | BIBV      | Aeroportul Breiðdalsvík                        |
|         | BIHK      | Aeroportul Hólmavík                            |
|         | BIRF      | Aeroportul Rif                                 |
|         | BGBW      | Aeroportul Narsarsuaq                          |
|         | BIAR      | Aeroportul Akureyri                            |
|         | BGKK      | Aeroportul Kulusuk                             |
|         | BIIS      | Aeroportul Ísafjörður                          |
|         | BGMQ      | Aeroportul Maniitsoq                           |
|         | BGPT      | Aeroportul Paamiut                             |
|         | BIGR      | Aeroportul Grímsey                             |
|         | BIFF      | Aeroportul Fáskrúðsfjörður                     |
|         | BIFM      | Aeroportul Fagurhólsmýri                       |
|         | BIGF      | Aeroportul Grundarfjörður                      |
|         | BIOF      | Aeroportul Ólafsfjörður                        |
|         | BIRL      | Aeroportul Mývatn                              |
|         | BIST      | Aeroportul Stykkishólmur                       |
|         | BIVM      | Aeroportul Vestmannaeyjar                      |
|         | BGJN      | Aeroportul Ilulissat                           |
|         | BIGJ      | Aeroportul Gjögur                              |
|         | BIBD      | Aeroportul Bíldudalur                          |
|         | BGAA      | Aeroportul Aasiaat                             |
|         | BGQQ      | Aeroportul Qaanaaq                             |
|         | BIKR      | Aeroportul Sauðárkrókur                        |
|         | BGUQ      | Aeroportul Qaarsut                             |
|         | BIHN      | Aeroportul Hornafjörður                        |
|         | BIHU      | Aeroportul Húsavík                             |
|         | BIPA      | Aeroportul Patreksfjörður                      |
|         | BITN      | Aeroportul Þórshöfn                            |
|         | BIVO      | Aeroportul Vopnafjörður                        |
|         | BGSF      | Aeroportul Kangerlussuaq                       |
|         | BIEG      | Aeroportul Egilsstaðir                         |